# Passiflora brevifila
Passiflora brevifila är en passionsblomsväxtart som beskrevs av Ellsworth Paine Killip. Passiflora brevifila ingår i släktet passionsblommor, och familjen passionsblomsväxter. Inga underarter finns listade i Catalogue of Life.